# Stefan Kuschlew
Stefan Kuschlew (bulgarisch Стефан Кушев; * 30. Juli 1984) ist ein bulgarischer Radrennfahrer.
Stefan Kuschlew begann seine internationale Karriere 2005 bei der portugiesischen Mannschaft Barbot-Pascoal. In der Saison 2006 gewann er den Prix du Léon und er wurde bulgarischer U23-Meister im Zeitfahren und im Straßenrennen. Ende des Jahres startete er auch in den U23-Rennen der Straßen-Radweltmeisterschaft in Salzburg. Anfang 2007 fuhr Kuschlew für das Continental Team Riberalves-Boavista. Er gewann zum Jahresende zwei Etappen und die Gesamtwertung bei der Alexandria-Rundfahrt gewann.

## Erfolge
2006
- Bulgarischer Zeitfahrmeister (U23)
- Bulgarischer Straßenmeister (U23)

## Teams
- 2005 Barbot-Pascoal

- 2007 Riberalves-Boavista (bis 25.04.)